# Adamówka (gmina)

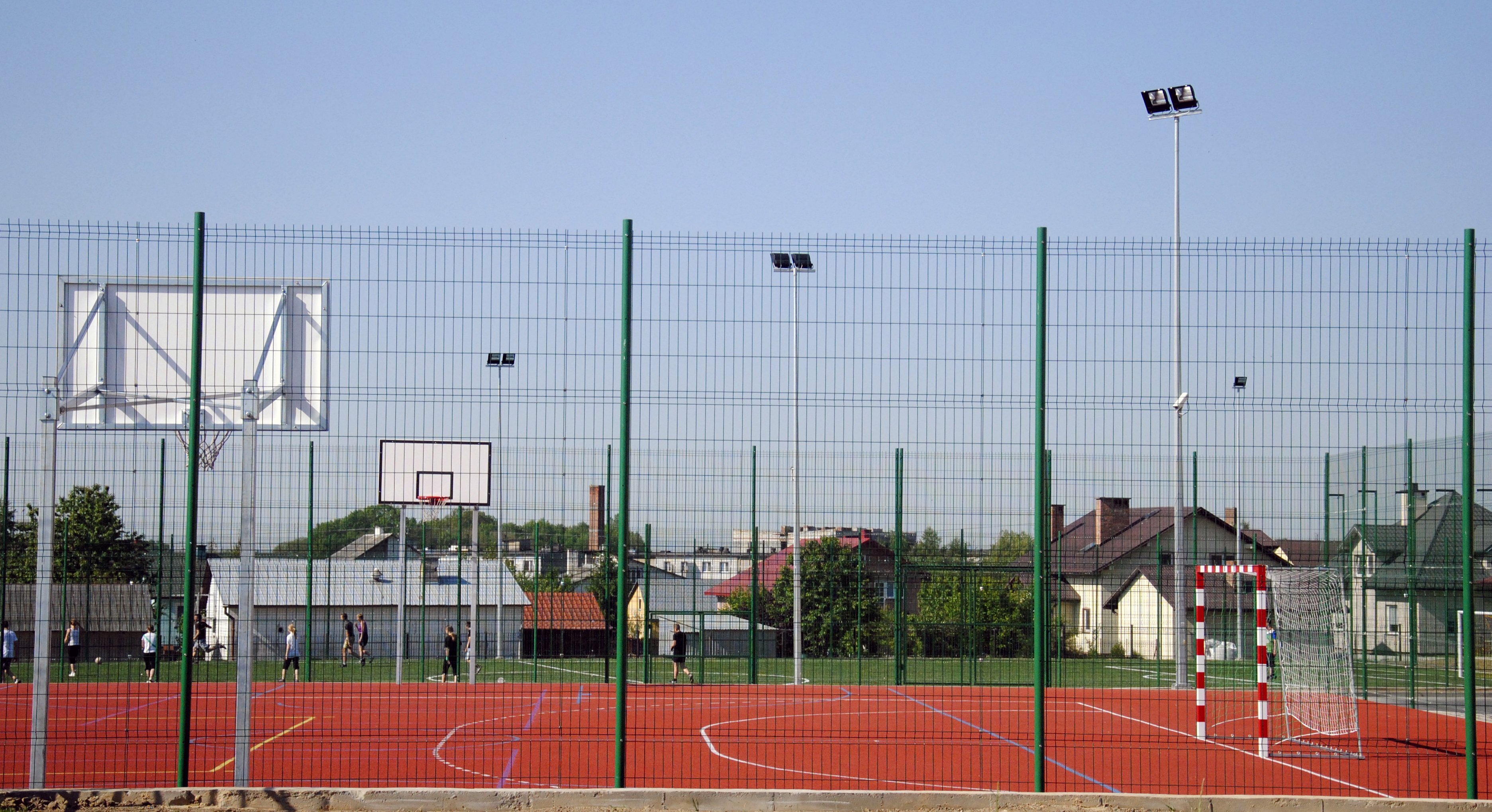
Orlik 2012 w Adamówce

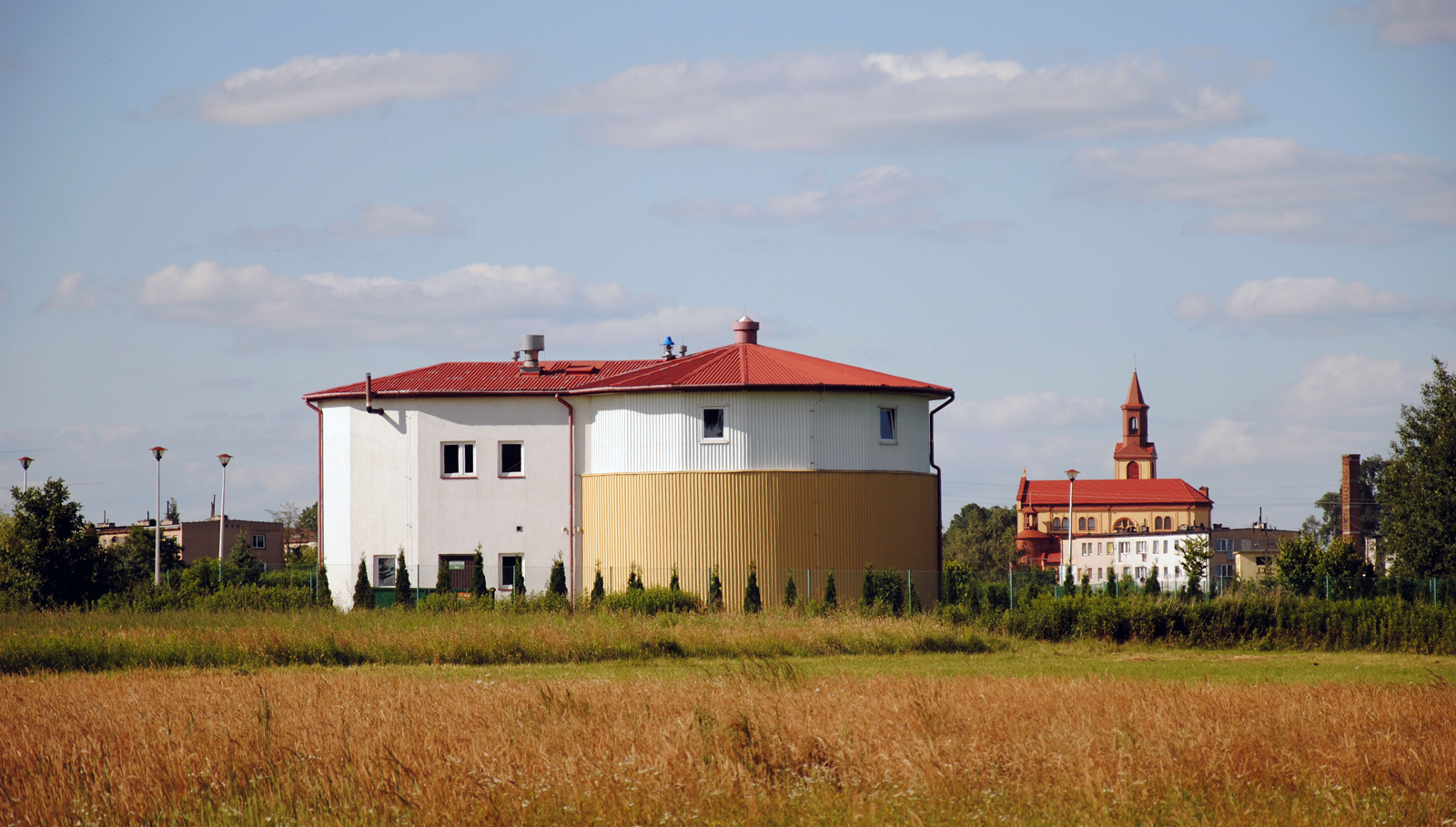
Gminna oczyszczalnia ścieków w Adamówce

Adamówka – gmina wiejska w województwie podkarpackim, w powiecie przeworskim. Siedzibą władz gminy jest Adamówka. Według danych z 30 czerwca 2011 gminę zamieszkiwało 4338 osób. Natomiast według danych z 31 grudnia 2019 roku gminę zamieszkiwało 4057 osób. Gmina leży w obrębie Sieniawskiego Obszaru Chronionego Krajobrazu. Rozwija się tutaj hodowla ryb, uprawa owoców i warzyw.

## Historia
W 1866 roku zaczęła obowiązywać galicyjska ustawa o gminach, na mocy której powstały gminy jednostkowe. Każda wieś stawała się gminą z własnym wójtem i radą gminną na 3-letnią kadencję, a od 1884 roku kadencje były 6-letnie. 1 sierpnia 1934 roku utworzono gminę zbiorową w której skład weszły dotychczasowe gminy jednostkowe: Adamówka, Cieplice, Dobcza, Dobra, Krasne, Majdan Sieniawski, Pawłowa i Słoboda
W latach 1940–1944 pod okupacją niemiecką istniała gmina Cieplice, w której skład wchodziły: Adamówka, Cieplice, Dąbrowica, Dobcza, Krasne, Pawłowa, Piskorowice, Rudka i Słoboda. 
W 1954 roku na mocy reformy podziału administracyjnego w miejsce gminy utworzono gromady:  Adamówka (Adamówka, Krasne, Pawłowa, Dobcza), Cieplice (Cieplice, Słoboda) i Majdan Sieniawski (Majdan Sieniawski), którymi zarządzali przewodniczący Prezydium Gromadzkiej Rady Narodowej). 
1 stycznia 1960 roku Gromada Cieplice została zniesiona, a jej obszar włączono do Gromady Adamówka. 1 stycznia 1973 roku z terenów Gromady Adamówka i Majdan Sieniawski, utworzono gminę zbiorową w Adamówce, którą zarządzał naczelnik gminy. W 1990 roku przywrócono stanowisko wójta, który od 2002 roku jest wybierany w wyborach bezpośrednich.
Wójtowie Gminy Adamówka:
1944(?)–1949 Mikołaj Marczak.
1949–1950 Stanisław Błoński.
Przewodniczący Prezydium GRN Gminy Adamówka:
1950–1951 Stanisław Błoński.
1951–1954 Jan Łopuch.
Przewodniczący Prezydium GRN Gromady Adamówka:
1954–1960 Henryk Chmiel.
1960–1965 Jan Przeszło.
1965–1972 Władysław Lisik.
Przewodniczący Prezydium GRN Gromady Majdan Sieniawski:
1954–1962 Józef Pokrywka.
1962– Stanisław Halesiak.
Przewodniczący Prezydium GRN Gromady Cieplice:
? –1957 Józef Tokarz.
1957–1958 Franciszek Szlachta.
1958–1959 Jan Przeszło.
Naczelnicy Gminy Adamówka:
1973–1976 Władysław Lisik
1976–1981 Stanisława Hosicka.
1981–1990 Edward Szynal.
Przewodniczący Prezydium GRN Gminy Adamówka:
1973 Stanisław Halesiak.
1973– 1975 Konrad Hosicki.
1975–1978 Józef Małek.
1978–1988 Stanisław Pigan.
1988–1990 Michał Brzyski.
Wójtowie Gminy Adamówka:
1990–2024 Edward Jarmuziewicz.
2024– nadal Jacek Kierepka.

## Struktura powierzchni
Według danych z roku 2002 gmina Adamówka ma obszar 134,27 km², w tym:
- użytki rolne: 49%
- użytki leśne: 44%

Gmina stanowi 19,23% powierzchni powiatu.

## Demografia

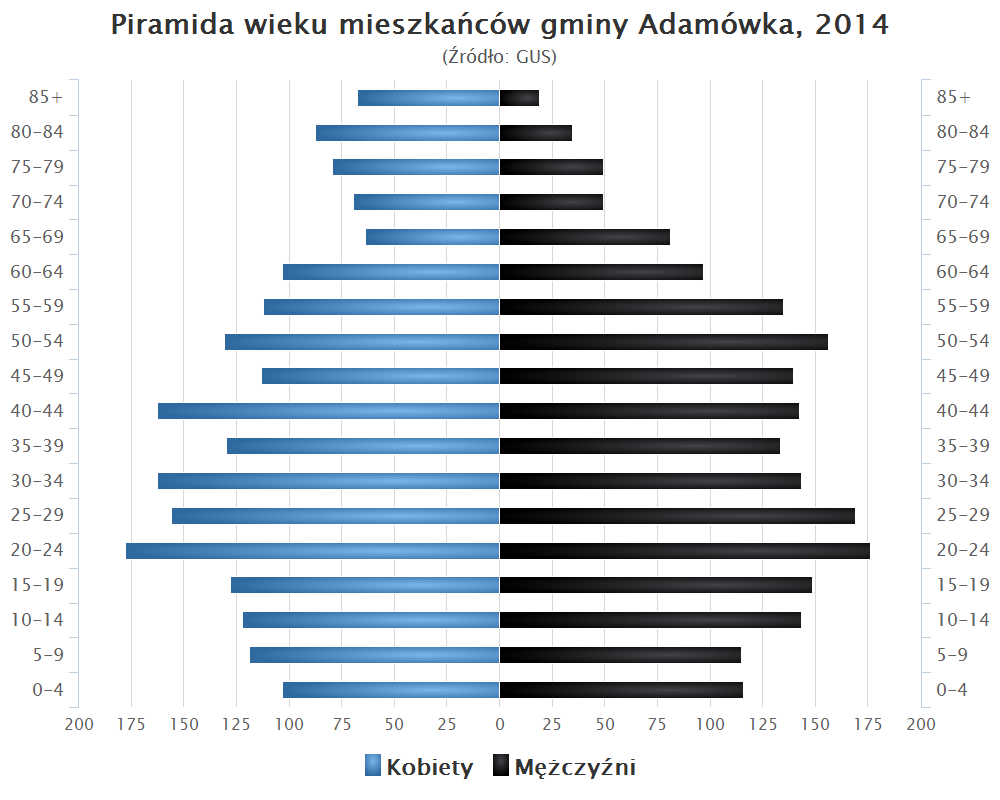
Piramida wieku mieszkańców gminy Adamówka w 2014 roku

Dane z 30 czerwca 2004:
| Opis                              | Ogółem | Ogółem | Kobiety | Kobiety | Mężczyźni | Mężczyźni |
| --------------------------------- | ------ | ------ | ------- | ------- | --------- | --------- |
| jednostka                         | osób   | %      | osób    | %       | osób      | %         |
| populacja                         | 4223   | 100    | 2100    | 49,7    | 2123      | 50,3      |
| gęstość zaludnienia (mieszk./km²) | 31,5   | 31,5   | 15,6    | 15,6    | 15,8      | 15,8      |

## Miejscowości gminy
| Sołectwo          | Ludność | Sołtys           | Parafia                                   | Szkoła              | Geodezyjny identyfikator obrębu ewidencyjnego |
| ----------------- | ------- | ---------------- | ----------------------------------------- | ------------------- | --------------------------------------------- |
| Adamówka          | 1 175   | Tadeusz Stącel   | kościół filialny MB Królowej Rodzin       | Szkoła podstawowa   | 181402_2.0001                                 |
| Cieplice          | 746     | Marek Tokarz     | Parafia Świętych Apostołów Piotra i Pawła | Szkoła podstawowa   | 181402_2.0002                                 |
| Dobcza            | 213     | Dorota Grząśko   |                                           | Szkoła zlikwidowana | 181402_2.0003                                 |
| Krasne            | 363     | Tomasz Biliński  | Parafia św. Judy Tadeusza                 | Szkoła zlikwidowana | 181402_2.0004                                 |
| Majdan Sieniawski | 1 434   | Anna Mazur-Gałka | Parafia św. Mikołaja Biskupa              | Szkoła podstawowa   | 181402_2.0005                                 |
| Pawłowa           | 140     | Anna Lachawiec   |                                           | Szkoła zlikwidowana | 181402_2.0006                                 |

## Pozostałe miejscowości[13]
Pawłowa (osada leśna), Pod Piwnem (gajówka).

## Sąsiednie gminy
Kuryłówka, Leżajsk, Sieniawa, Stary Dzików, Tarnogród, Wiązownica,